# South Heights
South Heights é um distrito localizado no estado norte-americano de Pensilvânia, no Condado de Beaver.

## Demografia
Segundo o censo norte-americano de 2000, a sua população era de 542 habitantes.
Em 2006, foi estimada uma população de 506, um decréscimo de 36 (-6.6%).

## Geografia
De acordo com o United States Census Bureau tem uma área de
1,1 km², dos quais 0,9 km² cobertos por terra e 0,2 km² cobertos por água.

## Localidades na vizinhança
O diagrama seguinte representa as localidades num raio de 8 km ao redor de South Heights.